# Leuconycta diphteroides
Leuconycta diphteroides är en fjärilsart som beskrevs av Achille Guenée 1852. Leuconycta diphteroides ingår i släktet Leuconycta och familjen nattflyn. Inga underarter finns listade i Catalogue of Life.